# Festival Lumière 2022
Le Festival Lumière 2022 est la quatorzième édition du Festival Lumière.

## Déroulement et faits marquants
La quatorzième édition du festival a eu lieu du 15 au 23 octobre 2022.

### Prix Lumière
Le prix Lumière est remis à Tim Burton le vendredi 21 octobre pour l'ensemble de sa carrière.

### Rétrospectives
- Rétrospective Louis Malle

### Événements, hommages, invitations
- Soirée d'ouverture : projection du film L'Innocent (2022) de Louis Garrel
- Séance de clôture : projection du film Edward aux mains d'argent (1990) de Tim Burton
- Séance famille : projection en VF du film L'Étrange Noël de monsieur Jack (1993) de Henry Selick, sur base d'une histoire et dessins originaux de Tim Burton
- Histoire permanente des femmes cinéastes : la suédoise Mai Zetterling, actrice devenue cinéaste à l'avant-garde du féminisme et des combats sociaux
- La Nuit Tim Burton, avec la projection des films Beetlejuice (1988), Ed Wood (1994), Mars Attacks! (1996) et Sleepy Hollow (1999)[2]
- Dixième édition du Marché International du Film Classique[3]
- Hommage à Sidney Lumet
- Hommage à Jeanne Moreau cinéaste
- Invitations à James Gray, Marlène Jobert, Lee Chang-dong, Nicole Garcia, Monica Bellucci, Claude Lelouch, Cyril Dion et Guillermo del Toro

### Prix
- 8e Prix Raymond Chirat : Alain Carradore pour la collection DVD et Blu Ray Western de légende[4],[5]
- Prix Bernard Chardère : aucun prix décerné pour cette édition[6]
- 7e Prix Fabienne Vonier : Michèle Halberstadt[7],[8]